# Sujangarh
Sujangarh là một thành phố và khu đô thị của quận Churu thuộc bang Rajasthan, Ấn Độ.

## Địa lý
Sujangarh có vị trí 27°42′B 74°28′Đ / 27,7°B 74,47°Đ Nó có độ cao trung bình là 312 mét (1023 feet).

## Nhân khẩu
Theo điều tra dân số năm 2001 của Ấn Độ, Sujangarh có dân số 83.808 người. Phái nam chiếm 51% tổng số dân và phái nữ chiếm 49%. Sujangarh có tỷ lệ 64% biết đọc biết viết, cao hơn tỷ lệ trung bình toàn quốc là 59,5%: tỷ lệ cho phái nam là 74%, và tỷ lệ cho phái nữ là 55%. Tại Sujangarh, 17% dân số nhỏ hơn 6 tuổi.